# 帕維爾·弗洛連斯基
帕維爾·弗洛連斯基（俄语：Па́вел Алекса́ндрович Флоре́нский，1882年1月21日—1937年12月8日）俄罗斯东正教神学家、神父、哲学家、数学家、物理学家、电气工程师、发明家、博学家、新殉道者和民间圣人。.弗洛连斯基是俄罗斯象征主义运动的重要成员，他的主要哲学著作之一是《真理的柱和基础：十二封正教神学要论的散文》。他对基督宗教爱的各种含义进行了探讨，提出了“爱的组合”，将友情和普世之爱相结合。在苏联时期，他因涉嫌反对苏联体制而多次被捕，最终于1937年被处决。弗洛连斯基的思想在20世纪60年代得到更广泛的研究，与塔尔图符号学派关注的文化符号理论有关。